# 彎刀赤駿
彎刀赤駿（日语：レッドファルクス），是日本純種競賽馬匹。生涯活躍於短途賽事，曾於2016及2017年連霸短途馬錦標。

## 出賽前
2011年4月12日出身於北海道千歲市社台牧場，成長途中在一口馬主俱樂部Tokyo Horse Racing Co. Ltd.進行馬主募集。
其後交由美浦訓練中心練馬師尾關知人訓練。

## 競賽生涯

### 2歲
2013年11月23日出戰東京競馬場2歲新馬戰，雖然於直路上跑出全場最快的末腳速度，但因爲留得太後而無法超越前方領放的Ascolti獲得第二。
12月23日出戰2歲未勝利戰，然而於直路途中無法加速衝出下沉沒於馬群之中，最終以第九大敗。

### 3歲
2014年以3歲未勝利戰作爲首戰，比賽途中保持於中團靠後位置，最終於直路上成功發揮自身的爆發力一舉衝出，以1 1/2馬位優勢取得首勝利。
於約5個月的放草後，其於本年度餘下時間條件戰鬥作爲主軸，並成功勝出3歲以上500萬獎金以下條件戰及鳴海特別。

### 4歲
2015年以更級別更高的條件戰雲雀錦標作爲首戰，雖然以第四的有利位置進入直路，但未能進一步加速衝出之下亦僅以同樣名次完賽。
其後出戰崔坦錦標，比賽初段雖然中團較後的位置，但於直路上以優秀的反應衝出，最終一舉超越前方的賽駒下成功奪冠。
放草半年後以電視靜岡賞作爲秋季起動戰，比賽途中一直保持於有利位置，最終於直路逐步蠶食前方賽駒賽駒下成功奪得連勝。
11月15日出戰公開賽黃金盃，比賽初段選擇約莫第十的位置緩慢追走並等待時機，然而進入直路後未能衝出突破，最終以第八落敗。

### 5歲
2016年年初其選擇挑戰三級賽根岸錦標，比賽初段並未選擇以往對決居中戰術，反而於前方第四左右的位置展開推進。然而進入直路後，其並未能保持速度繼續衝刺，最終失速之下以第十大敗。
其後狀態稍爲回勇，出戰夢見月錦標及珊瑚錦標分別取得一亞一第四的不俗戰績。
5月28日出戰公開賽櫸錦標，雖然賽前僅獲得第五人氣的普通評價，但於直路上憑借進佔有利位置一早衝出取得領先，及後保持速度下抵擋猛烈來襲的A Shin Bakken，以體位優勢壓贏對手取得勝利。
夏季其並未進入放草而是出戰CBC賞，本次比賽改由杜滿萊策騎。比賽開始後，其順應騎師杜滿萊的指揮於先頭位置穩步推進，並於通過第三彎道後抽出外檔望空。進入直路後，因早前的動作造成其處於絕佳的加速位置，最終於其爆發出末腳之下不斷迫近並超越前方的領放馬黃鶯出谷及Lovers Point取得首個分級賽冠軍。
其後乘勢出戰短途馬錦標，因前戰的優秀表現其於賽前僅次於高松宮紀念冠軍大仁大勇及高松宮紀念亞軍覓奇島取得第三人氣。比賽開始後，覓奇島率先帶出，大仁大勇處於先頭位置，而順利出閘的彎刀赤駿則於中團位置等待時機。進入直路後，其將自身的爆發力盡情展現，不斷衝刺之下成功爬升至到隊伍前端，並於最後關頭稍爲透出超越覓奇島率先從前，以頭位的細微優勢贏得首個一級賽冠軍。

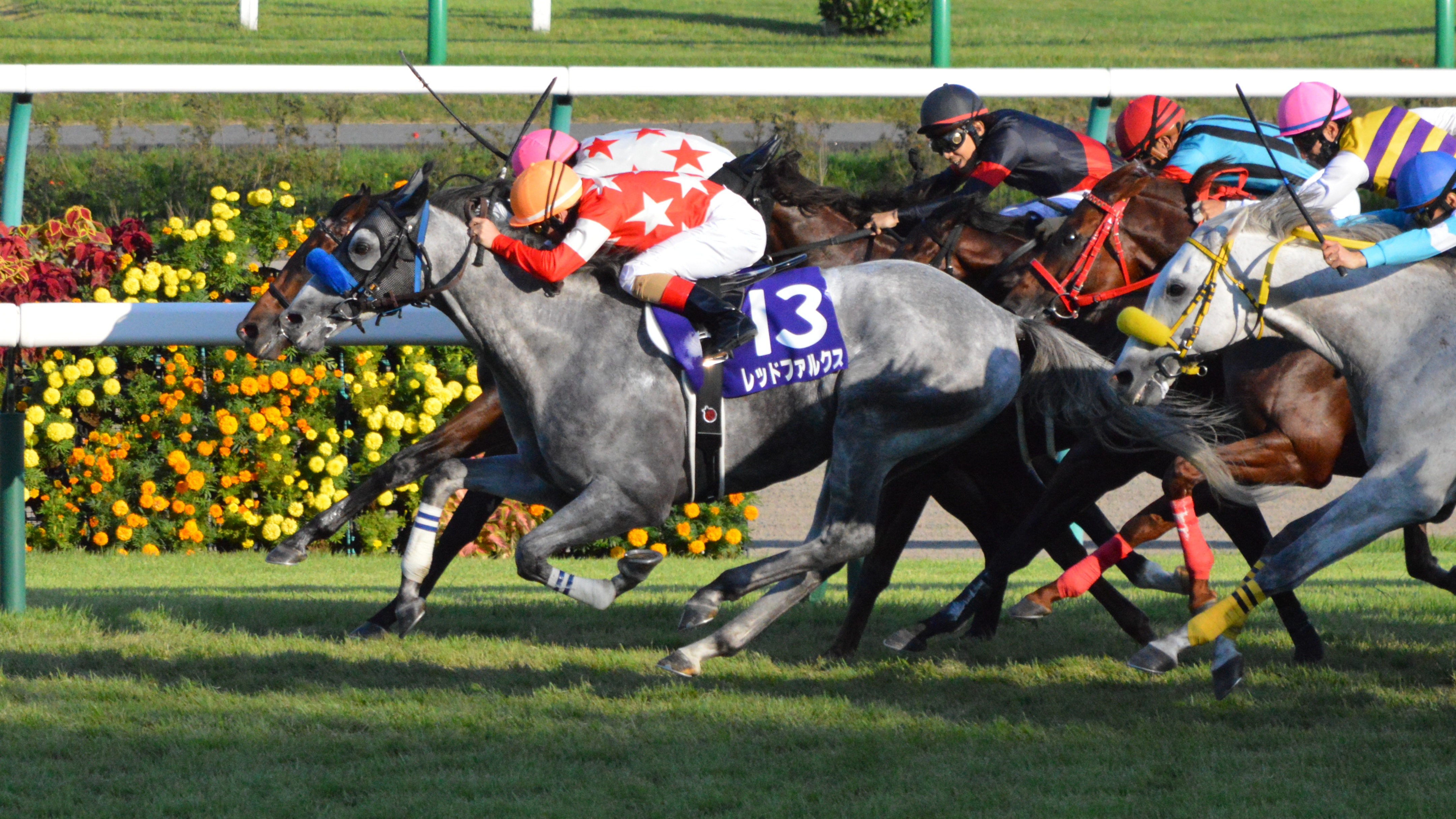
出戰短途馬錦標的彎刀赤駿

贏得短途馬錦標後，陣營安排其遠征香港出戰香港短途錦標，然而於直路上其被其他馬群阻塞，一直無法衝出加速下沉沒，最終以第十二大敗。

### 6歲
2017年年初，其直接以高松宮紀念作爲目標，於賽前獲得第一人氣。比賽開始後，其繼續以穩定的步伐保持於中團位置，並於比賽途中稍爲前移以進入有利位置。進入直路後，雖然其嘗試逐步提高速度，但受到黏地影響下效果並不顯著，最終未能追上前方率先衝出的特色星雲下再被後上轟出全場最快末腳的唐吉快跑超越，最終以第三完賽。
其後出戰京王盃春季盃，比賽初段其以熟悉的居中戰術保持於約莫第八的位置，並於比賽途中一直以較慢的節奏行進。進入直路後，其一度受到其他馬匹的阻擋無法展開加速，但於最後250米時候其成功找尋到空隙並瞬間進入衝刺狀態，最終跑出後600米33.7秒優秀末腳下成功奪冠。
由於其勝出京王盃春季盃，因而陣營打算安排其出戰6月4日的安田紀念。比賽開始後，其選擇留後並處於最後方的位置，並於最後彎道仍然處於後方。進入直路後，其於直路中段才選擇抽出外檔望空，雖然發揮出不俗的末腳，然而於加速太遲之下一直被神燈光照壓制甚至超越，亦未能追上領放的標誌名駒，最終獲得第三的戰績。
夏季放草過後於未出戰任何前哨戰的情況下直走短途馬錦標，由於其狀態絕佳，因而在賽前獲得第一人氣。比賽開始後，其和上年度一樣選擇於中團靠後位置推進，並於比賽途中保持穩定的速度以保留體力。進入直路後，其逐步加速並於最後150米進入全速狀態，最終於最後關頭超越內欄衝出的唐吉快跑，以頸位優勢壓贏對手達成連霸。

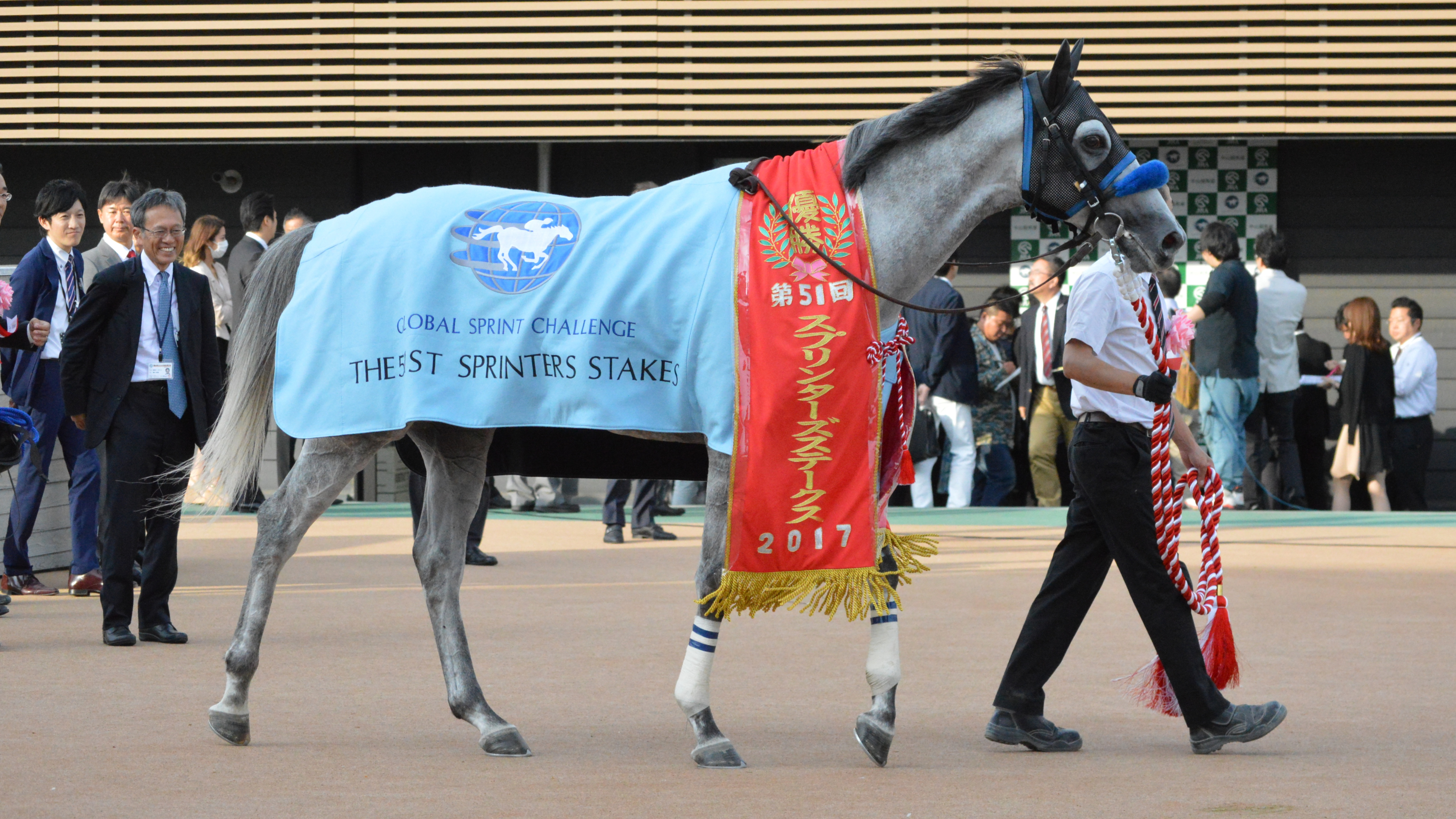
短途馬錦標頒獎儀式

11月19日出戰一哩冠軍賽，由於主戰騎師杜滿萊選擇策騎波斯劍客，因而改由他弟弟杜滿樂策騎，但於直路無法順利加速之下一直停留於後方，最終以第八完賽。
年末，由於其在高松宮紀念及安田紀念取得三甲的優秀戰績，加上其成功連霸短途馬錦標，因而於評選中以264票當選最佳短途馬。

### 7歲
2018年繼續現役，並於年度首戰阪急盃取得第三的不俗戰績。
然而其後狀態下滑，先於高松宮紀念及安田紀念分別以第八及第九落敗，入秋後出戰短途馬錦標及阪神盃亦僅得第十及第八。
完成阪神盃後，陣營考慮其年齡決定安排其退役，並於12月26日取消日本中央競馬會的賽駒註冊。

### 詳細賽績
| 日期       | 舉辦國家/地區 | 馬場 | 距離   | 級別 | 賽事名稱             | 負重 | 騎師     | 馬號 | 出馬 | 名次 | 時間    | 頭馬（二馬）      |
| ---------- | ------------- | ---- | ------ | ---- | -------------------- | ---- | -------- | ---- | ---- | ---- | ------- | ----------------- |
| 23/11/2013 | 日本          | 東京 | 草1400 |      | 2歲新馬              | 55   | 北村宏司 | 1    | 18   | 2    | 1:24.3  | Ascolti           |
| 23/12/2013 | 日本          | 中山 | 草1600 |      | 2歲未勝利            | 55   | 北村宏司 | 15   | 16   | 9    | 1:38.2  | Kaunis Kukka      |
| 21/3/2014  | 日本          | 中京 | 草1400 |      | 3歲未勝利            | 56   | 杜滿萊   | 12   | 18   | 1    | 1:22.9  | （Meisho Nebuta） |
| 17/8/2014  | 日本          | 新潟 | 草1400 |      | 3歲以上500萬獎金以下 | 54   | 岩田康誠 | 14   | 17   | 8    | 1:22.3  | Sammaru Hoseki    |
| 11/10/2014 | 日本          | 東京 | 泥1400 |      | 3歲以上500萬獎金以下 | 55   | 北村宏司 | 10   | 16   | 10   | 1:26.2  | Alde Gloria       |
| 18/10/2014 | 日本          | 東京 | 泥1400 |      | 3歲以上500萬獎金以下 | 55   | 北村宏司 | 6    | 16   | 1    | 1:24.6  | （Tosen Mighty）  |
| 24/11/2014 | 日本          | 東京 | 泥1400 |      | 西湖特別             | 56   | 北村宏司 | 12   | 16   | 3    | 1:25.4  | Tosen Mighty      |
| 7/12/2014  | 日本          | 中京 | 泥1200 |      | 鳴海特別             | 56   | 田邊裕信 | 15   | 16   | 1    | 1:11.9  | （Luminous Wing） |
| 15/2/2015  | 日本          | 東京 | 草1400 |      | 雲雀錦標             | 57   | 北村宏司 | 4    | 15   | 4    | 1:22.1  | Omega Vendetta    |
| 15/3/2015  | 日本          | 中京 | 草1200 |      | 崔坦錦標             | 57   | 勝浦正樹 | 17   | 18   | 1    | 1:10.9  | （Epoisses）      |
| 11/10/2015 | 日本          | 東京 | 泥1400 |      | 電視靜岡賞           | 57   | 吉田豐   | 1    | 16   | 1    | 1:24.2  | （Knowledge）     |
| 15/11/2015 | 日本          | 東京 | 草1400 | OP   | 黃金盃               | 55   | 貝湯美   | 14   | 18   | 8    | 1:22.1  | 野薔薇            |
| 31/1/2016  | 日本          | 東京 | 泥1400 | GIII | 根岸錦標             | 56   | 吉田豐   | 1    | 16   | 10   | 1:23.3  | 爵士藍調          |
| 21/3/2016  | 日本          | 中京 | 泥1400 | OP   | 夢見月錦標           | 56   | 勝浦正樹 | 8    | 12   | 2    | 1:24.0  | Knowledge         |
| 2/4/2016   | 日本          | 阪神 | 泥1400 | OP   | 珊瑚錦標             | 56   | 川田將雅 | 2    | 14   | 4    | 1:23.1  | 由零開始          |
| 28/5/2016  | 日本          | 東京 | 泥1400 | OP   | 櫸錦標               | 56   | 吉田豐   | 4    | 16   | 1    | 1:22.6  | （A Shin Bakken） |
| 3/7/2016   | 日本          | 中京 | 草1200 | GIII | CBC賞                | 56   | 杜滿萊   | 11   | 13   | 1    | 1:07.2  | （Lovers Point）  |
| 2/10/2016  | 日本          | 中山 | 草1200 | GI   | 短途馬錦標           | 57   | 杜滿萊   | 13   | 16   | 1    | 1:07.6  | （覓奇島）        |
| 11/12/2016 | 香港          | 沙田 | 草1200 | G1   | 香港短途錦標         | 57   | 杜滿萊   | 9    | 16   | 12   | 1.09.78 | 友瑩格            |
| 25/3/2017  | 日本          | 中京 | 草1200 | GI   | 高松宮紀念           | 57   | 杜滿萊   | 7    | 18   | 3    | 1:09.0  | 特色星雲          |
| 13/5/2017  | 日本          | 東京 | 草1400 | GII  | 京王盃春季盃         | 58   | 杜滿萊   | 10   | 13   | 1    | 1:23.2  | （亞瑟神劍）      |
| 4/6/2017   | 日本          | 東京 | 草1600 | GI   | 安田紀念             | 58   | 杜滿萊   | 6    | 18   | 3    | 1:31.6  | 神燈光照          |
| 1/10/2017  | 日本          | 中山 | 草1200 | GI   | 短途馬錦標           | 57   | 杜滿萊   | 8    | 16   | 1    | 1:07.6  | （唐吉快跑）      |
| 19/11/2017 | 日本          | 京都 | 草1600 | GI   | 一哩冠軍賽           | 57   | 杜滿樂   | 7    | 18   | 8    | 1:34.2  | 波斯劍客          |
| 25/2/2018  | 日本          | 阪神 | 草1400 | GII  | 阪急盃               | 58   | 川田將雅 | 6    | 18   | 3    | 1:20.1  | 天麗光輝          |
| 25/3/2018  | 日本          | 中京 | 草1200 | GI   | 高松宮紀念           | 57   | 杜滿萊   | 6    | 18   | 8    | 1:08.9  | 鐵杵成針          |
| 3/6/2018   | 日本          | 東京 | 草1600 | GI   | 安田紀念             | 58   | 田邊裕信 | 9    | 16   | 9    | 1:32.1  | 魔族雅谷          |
| 30/9/2018  | 日本          | 中山 | 草1200 | GI   | 短途馬錦標           | 57   | 戶崎圭太 | 16   | 16   | 10   | 1:09.0  | 鐵杵成針          |
| 22/12/2018 | 日本          | 阪神 | 草1400 | GII  | 阪神盃               | 57   | 布文     | 11   | 16   | 8    | 1:22.2  | 天麗光輝          |

## 退役後
退役後，彎刀赤駿成爲了配種馬，於北海道安平町社台Stallion Station休養，在2019年進行配種，首批子嗣於2020年出生。首批子嗣可於2022年出賽，7月2日經已有中央的子嗣在新馬戰取勝。
2023年其被轉移至北海道新日高町Lex Stud，於此地繼續配種。

## 血統簡介
父系橫掃天下爲美國賽駒，生涯戰績優秀，曾勝出大都會讓賽及古銜讓賽。祖父最後橫掃亦爲美國賽駒，曾贏得當地三級賽，配種成績優異，如子嗣中有贏得寶塚紀念、日本盃及杜拜免稅店盃三項一級賽的賞月和勝出秋華賞、女皇伊利沙伯二世盃及寶塚紀念的東商變革。
母系Vermouth爲日本賽駒，生涯戰績不佳僅勝出三場賽事。外祖父週日寧靜是美國三冠賽雙冠馬，退役後在日本配種，在日本馬壇相當成功，贏得多項分級賽事，其子嗣贏得巨額獎金，連續12年成為日本冠軍種馬。

### 血統表
| 父線：Forty Niner系（北地舞人系）       |                                   |              |                  |
| 種馬 橫掃天下 1997年（灰色）            | 最後橫掃 1991年（棗色）           | Forty Niner  | 淘金者           |
| 種馬 橫掃天下 1997年（灰色）            | 最後橫掃 1991年（棗色）           | Forty Niner  | File             |
| 種馬 橫掃天下 1997年（灰色）            | 最後橫掃 1991年（棗色）           | Broom Dance  | Dance Spell      |
| 種馬 橫掃天下 1997年（灰色）            | 最後橫掃 1991年（棗色）           | Broom Dance  | Witching Hour    |
| 種馬 橫掃天下 1997年（灰色）            | Sheer Ice 1982年（灰色）          | Cutlass      | Damascus         |
| 種馬 橫掃天下 1997年（灰色）            | Sheer Ice 1982年（灰色）          | Cutlass      | Aphonia          |
| 種馬 橫掃天下 1997年（灰色）            | Sheer Ice 1982年（灰色）          | Hey Dolly A. | Ambehaving       |
| 種馬 橫掃天下 1997年（灰色）            | Sheer Ice 1982年（灰色）          | Hey Dolly A. | Swift Deal       |
| 繁殖雌馬 Vermouth 1997年（栗色）        | 週日寧靜 1986年（棕色）           | Halo         | Hail to Reason   |
| 繁殖雌馬 Vermouth 1997年（栗色）        | 週日寧靜 1986年（棕色）           | Halo         | Cosmah           |
| 繁殖雌馬 Vermouth 1997年（栗色）        | 週日寧靜 1986年（棕色）           | Wishing Well | Understanding    |
| 繁殖雌馬 Vermouth 1997年（栗色）        | 週日寧靜 1986年（棕色）           | Wishing Well | Mountain Flower  |
| 繁殖雌馬 Vermouth 1997年（栗色）        | Legacy of Strength 1982年（栗色） | Affirmed     | Exclusive Native |
| 繁殖雌馬 Vermouth 1997年（栗色）        | Legacy of Strength 1982年（栗色） | Affirmed     | Won't Tell You   |
| 繁殖雌馬 Vermouth 1997年（栗色）        | Legacy of Strength 1982年（栗色） | Katonka      | Minnesota Mac    |
| 繁殖雌馬 Vermouth 1997年（栗色）        | Legacy of Strength 1982年（栗色） | Katonka      | Minnetonka       |
| 雌系：Legacy of Strength系（號族：9-c） |                                   |              |                  |
| 五代內近親交配：Raise a Native 5×5      |                                   |              |                  |

## 命名由來
名字中，Red（レッド）是馬主Tokyo Horse Racing Co. Ltd.之冠名，出自其綵衣的顏色紅色，Falx（ファルクス）於拉丁語中代表鐮刀，香港則結合兩部分，翻譯為「彎刀赤駿」。

## 外部連結
- 彎刀赤駿 netkeiba.com （页面存档备份，存于）
- 血統表